# Mount Kupreanof
Mount Kupreanof is een stratovulkaan op het Alaska-schiereiland in de Verenigde Staten. Het is de grootste en meest noordoostelijke in een groep van vijf vulkanen tegenover Stepovak Bay. Mount Kupreanof vertoont extreem sterke fumarole activiteit en de laatste uitbarsting in 1987 produceerde een kleine uitstoot van stoom en as. Dit is de enige bekende historische uitbarsting van Mount Kupreanof.